# Reduit Orchard
Reduit Orchard es una localidad de Santa Lucía que forma parte del distrito de Gros Islet.